# Zaur Hashimov
Zaur Hashimov (en azerí: Zaur Həşimov) (Sumqayit, RSS de Azerbaiyán, Unión Soviética, 25 de agosto de 1981) es un futbolista azerí. Juega de Defensor y su equipo actual es el FK Qarabağ de la Liga Premier de Azerbaiyán.

## Selección nacional
Ha sido internacional con la Selección de fútbol de Azerbaiyán en 17 ocasiones, y no ha marcado goles todavía. Debutó en el año 2006.

## Clubes
| Club               | País       | Año       |
| ------------------ | ---------- | --------- |
| FK Inter Baku      | Azerbaiyán | 2004-2007 |
| FK Khazar Lenkoran | Azerbaiyán | 2007      |
| FK Qarabağ         | Azerbaiyán | 2008-     |